# Mata do Engenho Uchoa
Mata do Engenho Uchoa é um refúgio de vida silvestre de 20 hectares, no nível estadual, e Área de Proteção Ambiental de 192 hectares, no municipal, situada no município do Recife, protegida por lei pelo Estado de Pernambuco (Lei Estadual nº 9.989/87). Dos 192 hectares, 60 são de manguezal, que pertencem à União. É considerada a mais abrangente unidade de conservação do Recife. Decretada de utilidade pública em 2002, a área da Mata do Engenho Uchoa nunca foi desapropriada porque os proprietários contestaram o valor da indenização. A Mata do Engenho Uchoa inclui 11 bairros e tem no entorno mais de 270 mil moradores. Os bairros do entorno são: Ibura, Caçote, Areias, Barro, Cohab.
A Mata do Engenho Uchoa é um remanescente de Mata Atlântica, localizada na Bacia do Rio Tejipió e sua preservação é de extrema importância para a manutenção do equilíbrio ecológico da cidade. Possui potencial que é sistematicamente utilizado pelas comunidades do entorno. É a única área em Pernambuco que possui os três biomas: mangue, restinga e Mata Atlântica.
O refúgio de vida silvestre localiza-se na porção sudoeste da cidade do Recife, entre as coordenadas 8°05'41,24" e 8°06'35,32" de latitude sul e 34°55'37,34" e 34°56'59,49" de longitude oeste. Limita-se ao norte com o rio Tejipió, ao sul com a Vila do Sesi, o rio Moxotó, o ramal ferroviário da Rede Ferroviária Federal (RFFSA) e com a Av. Dom Hélder Câmara, a leste com a Av. Recife e fundos dos lotes lindeiros e a Oeste com a BR-101 contorno sul.